# Crotalus catalinensis
Crotalus catalinensis är en ormart som beskrevs av Cliff 1954. Crotalus catalinensis ingår i släktet skallerormar och familjen huggormar. IUCN kategoriserar arten globalt som akut hotad. Inga underarter finns listade i Catalogue of Life.
Ormen förekommer endemisk på ön Santa Catalina i Californiaviken i Mexiko. Den lever i halvöknar med några buskar och annan växtlighet. Individerna är nattaktiva och de jagar gnagare av arten Peromyscus slevini.